# Battle Programmer Shirase
Battle Programmer Shirase (jap. BPS バトルプログラマーシラセ, Bīpīesu batoru puroguramā Shirase) ist eine Anime-Fernsehserie, die von 2003 bis 2004 erstausgestrahlt wurde. Die Science-Fiction-Serie, die sich dem Thema Hacking widmet, umfasst fünf abgeschlossene Geschichten in je drei Episoden zu je zwölf Minuten, insgesamt also 15 Episoden.

## Handlung
Battle Programmer Shirase, kurz BPS, ist der Spitzname des mysteriösen Programmierers Akira Shirase (白瀬 慧, Shirase Akira). Er ist im Untergrund vor allem für seine herausragenden Fähigkeiten als Hacker und Computertechniker bekannt. Er wird von verschiedenen Firmen und Organisationen beauftragt, konkrete Probleme und Bedrohungen zu lösen. Jede abgeschlossene Geschichte umfasst einen Auftrag.
Shirase, der als Untermieter bei seiner Verwandtschaft wohnt, arbeitet nicht für Geld – seine Bezahlung besteht meist aus seltener Computer-Hardware, die nicht mehr hergestellt wird. Shirase hegt Gefühle für seine minderjährige Großnichte Misao Amano (天野 美紗緒, Amano Misao), kann diese aber nicht zugeben.
Akiras Auftraggeber sehen sich ähnlich und heißen immer Akizuki. Bei der ersten Begegnung mit Akira finden sie diesen oft in einer zweideutigen Position mit seiner Nichte Misao vor, in die Akira kurz zuvor „zufällig gestolpert“ ist. Alle Inkarnationen von Akizuki führen daraufhin ein Selbstgespräch, in dem sie den vermeintlichen Kindesmissbrauch damit rechtfertigen, dass Akira der Einzige ist, der den Job für sie erledigen kann. In diesem Selbstgespräch fällt immer ein Hinweis auf die französische Schauspielerin Isabelle Adjani.

## Entstehung und Veröffentlichungen
Das Anime-Studio Anime International Company (AIC) produzierte den Anime nach einer Idee von Hiroki Hayashi (Autor von El Hazard), der auch Regie führte. Das Titellied heißt Suddenly und wurde von Naomi Amagata gesungen, der Abspannsong Pure Enough war von Yuki Matsuura.
Die Erstausstrahlung im japanischen Fernsehen fand vom 3. Oktober 2003 bis zum 3. Januar 2004 beim Fernsehsender TV Kanagawa statt, bis die Produktion nach 15 Folgen vorzeitig beendet wurde. Im März 2004 wurden alle 15 Folgen auf DVD veröffentlicht.
Im Nachwort der letzten Episode entschuldigten sich die Produzenten für das vorzeitige Ende, und zwar nicht nur bei den Zuschauern in Japan, sondern ausdrücklich auch „bei denen in Übersee, die sie [die Serie] ohne Erlaubnis mit Untertiteln gesehen haben“ – zu dieser Zeit einer der seltenen Fälle, dass Anime-Produzenten öffentlich dazu Stellung bezogen, dass ihre Werke als so genannte Fansubs über das Internet weltweit illegal verfügbar gemacht werden.

## Hintergründe
Viele Sachverhalte um das Hacken sind in stark überzogener oder auch unrealistischer Art dargestellt. So werden die übermenschlichen Fähigkeiten von Shirase oft ähnlich den Attacken eines Superhelden in Szene gesetzt. So führt er beispielsweise in der zweiten Episode einen Double Compile durch, welcher ihm ermöglicht, mehrere Programme gleichzeitig zu
kompilieren, was bei der Geschwindigkeit unmöglich ist. Auch die Abwehr eines Hackerangriffs mit einem Mobiltelefon ist praktisch nicht möglich, da weder die Reaktionszeit noch die technischen Möglichkeiten gegeben sind. So finden sich aber auch noch viele weitere solcher Übertreibungen. Hinzu kommen viele Anspielungen auf bekannte Firmen. Darunter befinden sich beispielsweise BHL (DHL), Ebson (Epson) oder Kattaku (Pioneer). Akira ist außerdem ein Anhänger der in der Serie mittlerweile eingestellten X68-Architektur, einer Anspielung auf den Sharp X68000.

## Rezeption
Helen McCarthy und Jonathan Clements verglichen den Hauptcharakter mit der Titelfigur aus Lupin III. Sie meinten: „Es ist ein Zeichen der Zeit, dass das Anime-Publikum inzwischen so sesshaft und ans Haus gefesselt ist, dass der neueste Actionheld ein Mann ist, der an einem Schreibtisch sitzt und mit einem Computer spielt, während er auf jemanden wartet, der ihm Essen bringt.“